# Arena Hohenlohe
Die Arena Hohenlohe ist eine Mehrzweckhalle in der baden-württembergischen Kleinstadt Ilshofen, Landkreis Schwäbisch Hall. 

## Daten
Die Rundhalle mit den großen Hallen liegt direkt an der A 6 (Abschnitt Heilbronn–Nürnberg; Ausfahrt 45 Crailsheim-West/Kirchberg). Mit 2.000 Sitzplätzen ist die Arena Hohenlohe die größte Halle zwischen Stuttgart und Nürnberg.
Sie dient mit ihrem großen Innenraum (40 × 20 m) zur Durchführung von Sportveranstaltungen, Konzerten und Theater, aber auch Veranstaltungen wie Hauptversammlungen oder Produktpräsentationen.
Der Hauptnutzer ist der Basketballverein der Crailsheim Merlins, 2018 in die Basketball-Bundesliga aufgestiegen, der seine Heimspiele zuvor in der nicht mehr zeitgemäßen HAKRO-Arena Crailsheim ausgetragen hatte. Daneben wird die Arena Hohenlohe als Veranstaltungsort und als Auktionshalle der Rinderunion Baden-Württemberg e. V. genutzt.